# Mänty-Rovasaari
Mänty-Rovasaari är en ö i Finland. Den ligger i Lokan tekojärvi och i kommunen Sodankylä i den ekonomiska regionen Norra Lappland och landskapet Lappland, i den norra delen av landet, 900 km norr om huvudstaden Helsingfors. Öns area är 38 hektar och dess största längd är 0,8 kilometer i öst-västlig riktning.